# Clairette

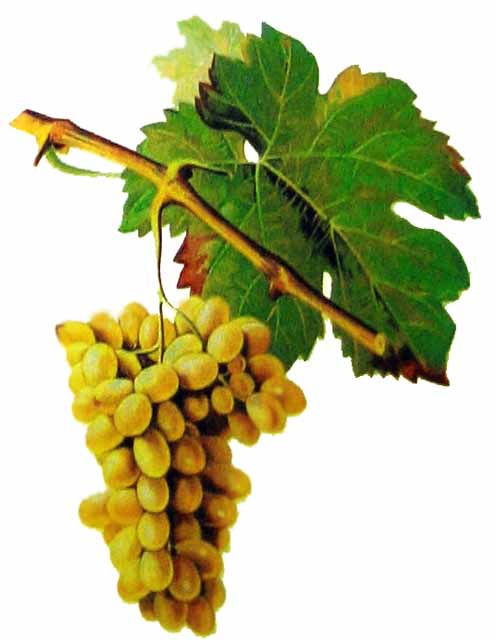
Clairette druif

De Clairette is een van oorsprong Franse witte druivensoort die veelal in Zuid-Frankrijk wordt verbouwd. De pluk van deze druivensoort vindt veelal vroeg in het seizoen plaats en de wijnbereiding dient met zorg te geschieden, anders ontstaan flauwe, lompe wijnen. Wijn van Clairette druiven worden vaak gebruikt als blend voor onder andere Vermout.

## Geschiedenis
De eerste betrouwbare bron die deze variëteit beschrijft, dateert van 1575 vanuit Ginestas in het departement Aude: vint deux pleines desques de clarette, wat betekent tweeëntwintig manden vol met clarette. En in 1676 schrijft de beroemde Franse botanicus Pierre Magnol: vulgatissima alba dicitur clarette, ex qua fit optimum vinum album. De vertaling hiervan luidt: wijd verspreid is de witte die Clarette wordt genoemd, waar uitstekende witte wijn van wordt gemaakt.
De naam Clarette komt vermoedelijk van de witte haartjes aan de onderkant van het blad, waardoor deze een helder (clair) uiterlijk hebben.

## Kenmerken

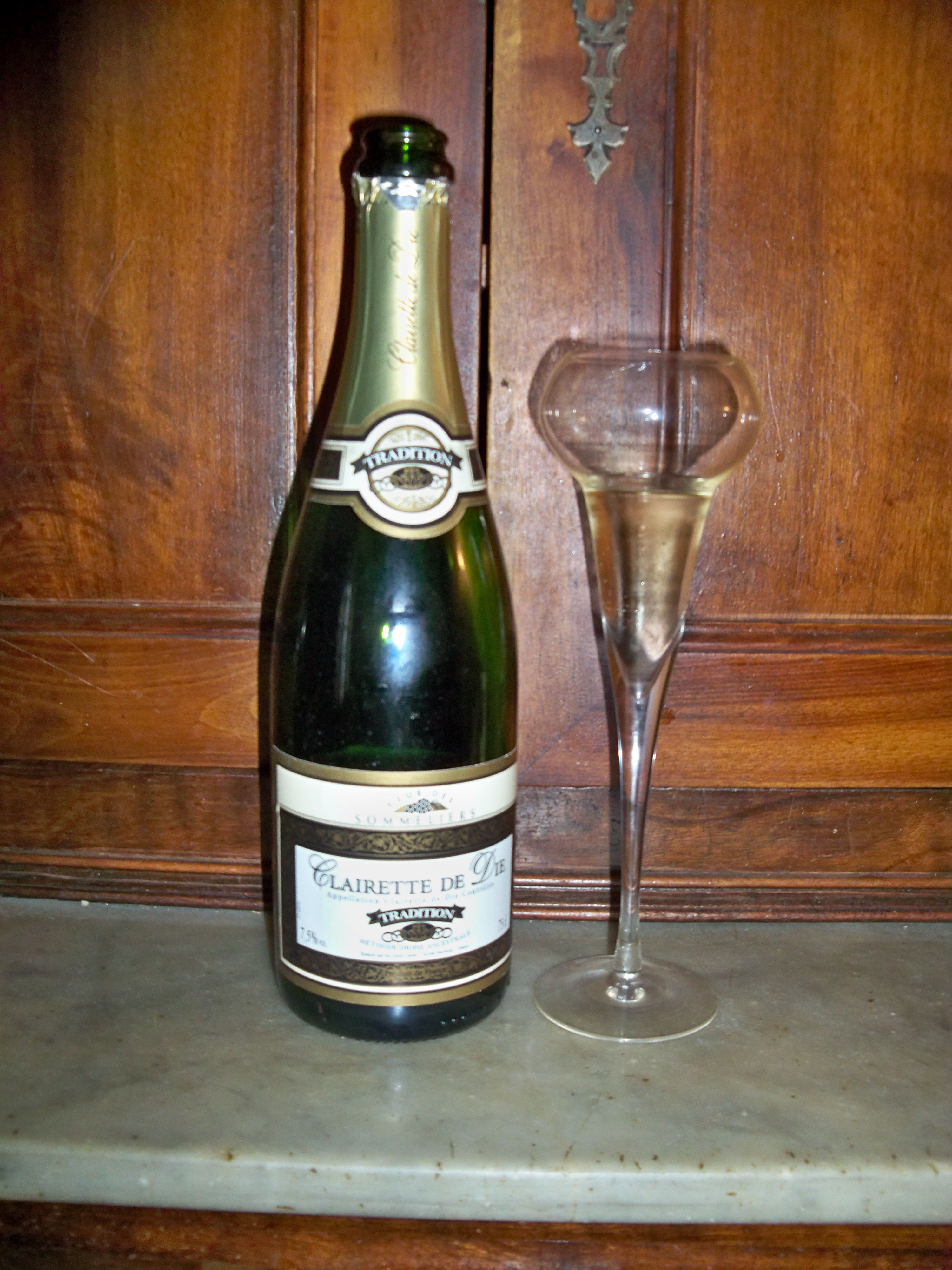
Clairette de Die

Sterke groeier, die teruggesnoeid moet worden om de benodigde kwaliteit te genereren. Zeer geschikt om te worden geplant in arme, kalkrijke grond. Een bijzonderheid is dat de druivenstok bijna kaarsrecht omhoog groeit, waardoor de bekende paaltjes niet nodig zijn om de druif te leiden. Dit ras is gevoelig voor mijten, maar niet voor de bekende schimmels.
De wijn die van dit ras wordt gemaakt kan het best omschreven worden als licht, simpel maar zeker fris met minerale tonen.

## Gebieden
Het is in Zuid-Frankrijk waar dit ras het meeste voorkomt en de logische plek is in het departement Drôme rondom het stadje Die, dat ten noordoosten van Montélimar ligt. Hier is het de enige druif die gebruikt wordt in de fameuze mousserende  wijn Clairette de Die. Verder komt het voor in het zuidelijke Rhône gebied en in de Vaucluse en dan verder naar het zuidwesten in de Gard. In Frankrijk is in totaal nog bijna 2.500 hectare beplant met deze variëteit en dat is flink minder dan de 15.000 hectare in het midden van de 20e eeuw.
In Italië is nog 150 hectare beplant, voornamelijk in Toscane en op het eiland Sardinië. En in Zuid-Afrika komt deze druif nog voor op ruim 300 hectare.

## Synoniemen[1]
- Blanc Laffite
- Blanket
- Blanquette
- Blanquette de Limoux
- Blanquette du Midi
- Blanquette Velue
- Bon Affara
- Bou Afrara
- Branquete
- Cibade
- Clairette
- Clairette d'Aspiran
- Clairette de Limoux
- Clairette de Trans
- Clairette Pointue
- Clairette Pounchoudo
- Clairette Verte
- Clarette
- Clerette
- Colle Musquette
- Cotticour
- Feher Clairette
- Feher Kleret
- Gaillard Blanc
- Granolata
- Klaretto Bianko
- Kleret
- Kleret Belyi
- Kleret de Limu
- Muscade
- Osianka
- Ousianka
- Ovsyaika
- Ovsyanka
- Petit Blanc
- Petit Kleret
- Petite Clairette
- Poupe de Gate
- Pti Blan D'Obena
- Seidentraube
- Shalos Zolotistyi
- Uva Gijona
- Vivsianka
- Vivsyanka